# Michael Shadlen

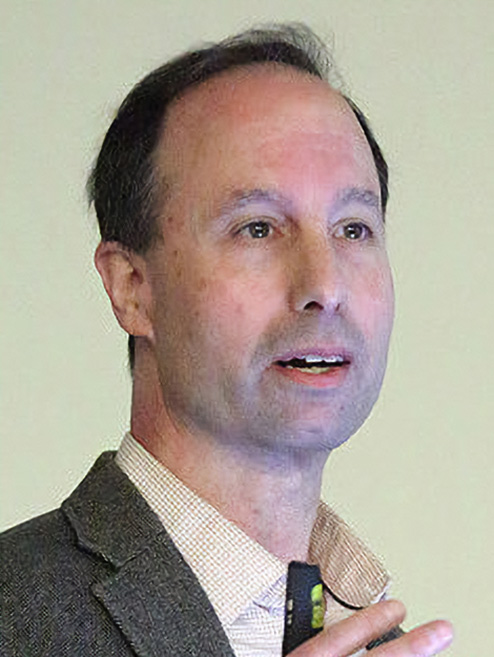
Michael Shadlen (2017)

Michael Neil Shadlen (* 19. August 1959 in New York City) ist ein US-amerikanischer Neurowissenschaftler und Neurologe.
Er ist ein Professor an der Columbia University.
Shadlen studierte Biologie an der Brown University und wurde 1985 an der University of California, Berkeley in Neurobiologie zum PhD sowie 1988 an der Alpert Medical School der Brown University zum M.D. promoviert.
Sein Forschungsgebiet sind unter anderem die neuronalen Grundlagen der Entscheidungsfindung.

## Auszeichnungen
- 2009: W. Alden Spencer Award
- 2012: Golden Brain Award
- 2017: Karl Spencer Lashley Award
- 2014: Mitglied der National Academy of Medicine
- 2015: Fellow der American Association for the Advancement of Science
- 2023: Mitglied der National Academy of Sciences

## Schriften (Auswahl)
- Engel, S. A., Rumelhart, D. E., Wandell, B. A., Lee, A. T., Glover, G. H., Chichilnisky, E. J., & Shadlen, M. N. (1994): fMRI of human visual cortex. Nature, 369(6481), 525–525.
- Shadlen, M. N., & Newsome, W. T. (1994): Noise, neural codes and cortical organization. Current opinion in neurobiology, 4(4), 569–579.
- Michael N. Shadlen and William T. Newsome (1998): The Variable Discharge of Cortical Neurons: Implications for Connectivity, Computation, and Information Coding. Journal of Neuroscience. 18 (10) 3870–3896; https://doi.org/10.1523/JNEUROSCI.18-10-03870.1998.
- Gold, Joshua I., and Michael N. Shadlen: The neural basis of decision making. Annu. Rev. Neurosci. 30.1 (2007): 535–574.
- Steinemann, N., Stine, G. M., Trautmann, E., Zylberberg, A., Wolpert, D. M., & Shadlen, M. N. (2024): Direct observation of the neural computations underlying a single decision. Elife, 12, RP90859.